# 香月堂
株式会社香月堂（かげつどう）は愛知県豊川市に本社のある半生洋菓子のメーカーである。

## 概要
大手コンビニエンスストア、無印良品や生協へ多くの商品を出荷している。バウムクーヘンやパウンドケーキが有名。
2007年（平成19年）に豊川市内の穂ノ原工業団地へ新工場（穂ノ原工場）を竣工させ、一部を除き本社（本社西島工場）から製造ラインを移管した。さらに2013年に新設した白鳥工場に実質的な本社機能を移行した。
本社西島工場前には生産ラインから出た規格外商品を販売する「香月堂アウトレット」を従業員駐車場へ開店させ、本来廃棄になる商品を安く販売することで環境対策および地域住民への貢献に取り組んでいる。

## 事業所
本社白鳥工場
愛知県豊川市白鳥町兎足1番10
穂ノ原工場
愛知県豊川市穂ノ原2丁目1番地33
香月堂アウトレット（旧西島工場）
愛知県豊川市西島町袖身8番地

## 主な商品
- バウムクーヘン
- パウンドケーキ
- マフィン
- マドレーヌ
- スコーン

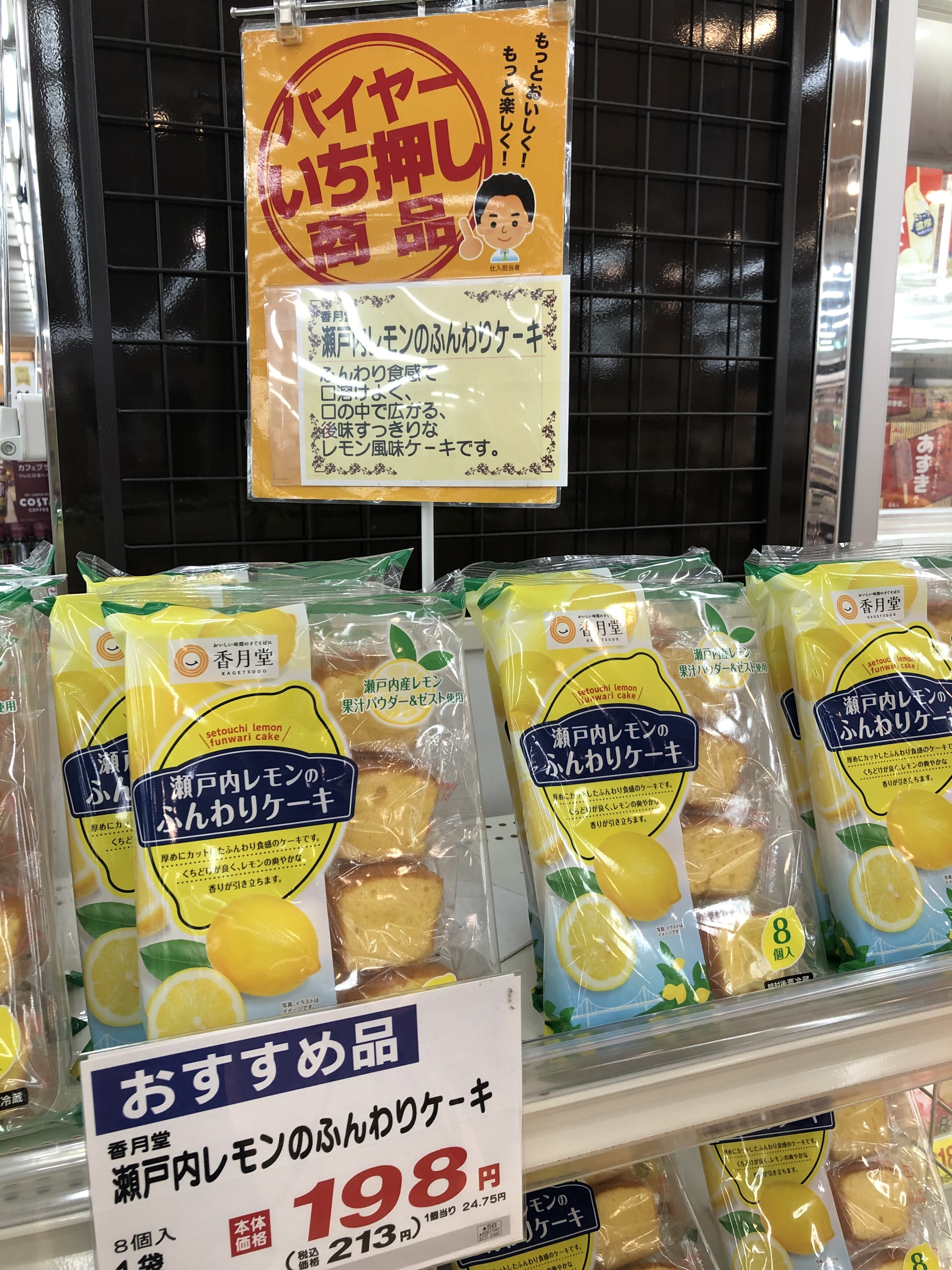
香月堂の製品の一つ「瀬戸内レモンのふんわりケーキ」

- タルト（チーズや抹茶など季節によっては限定の味がある）
- とらやき（小倉餡のかわりにカスタードが入ったどら焼き）

## 沿革
- 1953年（昭和28年）5月 - 愛知県豊橋市菰口町にて和菓子を製造する。
- 1965年（昭和40年)12月 - 同市池見町に新築移転する。
- 1974年（昭和49年）7月 - 資本金300万円にて、有限会社香月堂を設立する。
- 1975年（昭和50年）1月 - 同市岩田町に新築移転する。
- 1983年（昭和58年）7月 - 株式会社香月堂に改組する。
- 1985年（昭和60年）1月 - 愛知県豊川市西島町に新築移転する。
- 1987年（昭和62年）1月 - 販売会社の株式会社モンパーラを設立する。
- 1992年（平成4年）7月 - 新工場を増築する。
- 1995年（平成7年）4月 - 資本金を3,000万円に増資する。
- 1997年（平成9年）1月 - 新工場を増築する。
- 1997年（平成9年）5月 - チルド商品製造・販売会社の株式会社ル・フレンドを設立する。
- 1998年（平成10年）12月 - ISO 9001の認証を取得する。
- 2007年（平成19年）4月 - 穂ノ原工場を新築する。
- 2013年（平成25年）2月 - 白鳥工場を新築する。